# Claes Johanson (jurist)
Claes Gustaf Johanson, född den 7 juli 1898 i Rättviks församling, Kopparbergs län, död den 25 juli 1941 i Stockholm, var en svensk jurist.
Johanson avlade juris kandidatexamen vid Stockholms högskola 1922. Han blev tillförordnad fiskal i Svea hovrätt 1927, assessor där 1932 och hovrättsråd 1937 samt byråchef för lagärenden i finansdepartementet 1936 och chef för rättsavdelningen där 1938. Johanson blev riddare av Nordstjärneorden 1938. Han vilar på Rättviks kyrkogård.